# Купсин, Даниил Евгеньевич
Даниил Евгеньевич Купсин (род. 1977) — российский финансист и предприниматель, член Ассоциации менеджеров России, экс-генеральный директор УК «Объединенные Медиа», создатель радиостанции Business FM. С 2013 года по 2016 год — Совладелец и Председатель Совета Директоров компании «Max Telecom», крупнейшего болгарского оператора мобильной связи стандартов WiMax и LTE. Член совета директоров ОАО «Новомосковский технопарк». CEO и управляющий директор Upffinity Gaming Management BV.

## Общие сведения
Даниил Купсин родился в Ленинграде в семье Евгения Вениаминовича Купсина, предпринимателя в сфере фармацевтики и недвижимости, и его жены, Беллы Михайловны Купсиной, продюсера Александра Розенбаума.
В 15 лет Даниил Купсин переехал в Швейцарию, где окончил общеобразовательную школу-интернат Institut auf dem Rosenberg, St Gallen.
В 1995 году, в возрасте 18 лет, переехал в США, где в 1999 году получил диплом бакалавра в области финансов и бизнес администрирования в American University, Washington DC. После окончания обучения Даниил работал в Access Industries и поступил в магистратуру Touro Law School, где получил диплом магистра юриспруденции, успешно сдав экзамен New York State Bar Exam.

## Образование
В 1999 получил высшее образование в American University (Вашингтон) по специальности «Финансы, корпоративные финансы».
В 2003 окончил юридическую магистратуру Touro College (Нью-Йорк).
Доктор юриспруденции штата New York (Member of New York State Bar 2004).

## Карьера
В 1998, ещё будучи студентом, Даниил Купсин основал «Невскую телефонную компанию».
В 2004 году — занял должность Вице-президента по корпоративным финансам в инвестиционной компании «Антанта-Капитал».
В 2005 году Даниил Купсин возглавил издательский дом «Московские новости».
В 2006 году он стал генеральным директором созданной им Управляющей компании «Объединенные Медиа» (газета Business & Financial Markets, радиостанции Business FM, КИНО FM, журнал «Популярные финансы»).
В 2009 году Даниил сменил на посту Председателя Совета Директоров компании «Лаборатория ANVI» (бывший «Антивирал») своего отца Евгения Купсина.
В 2013 году Купсин выкупил 100 % акций болгарского оператора мобильной связи WiMax и LTE компании «Max Telecom». В том же году Даниил Купсин возглавил Совет Директоров компании.
В 2019 году, совместно с корпорацией Vin Group, запустил во Вьетнаме проект Corona Resort & Casino. Кроме этого, занят сегодня развитием недвижимости в Москве и Санкт-Петербурге.

## Антанта-Капитал
В 2004-05 годах работает в должности Вице-президента по корпоративным финансам в инвестиционной компании «Антанта-Капитал». В этот период создается проект интернет-кафе NetCity — сети, в которой клиенты смогли открывать торговые счета, получать консультации, посещать обучающие семинары.
«Антанта-Капитал» стала первой компанией, которая начала развивать направление, впоследствии названное коворкингом.

## Проект Business FM
Business FM — первое деловое разговорное радио в России, рассказывающее о глобальных тенденциях экономического развития.
Радиостанция впервые воплотила концепцию Breaking News, Stream News — новости выходят в прямой эфир сразу же после появления в ленте информационных агентств или происшествия в мире. Первый пример непрерывного новостного потока в области деловых СМИ в России.
Вещание станции началось 1 марта 2007 года в Москве. Ежедневная аудитория достигла более 400 тыс. слушателей. Летом 2009 года «Объединенные Медиа» была продана NLMK Group.
Вместе с Даниилом Купсиным у истоков радиостанции стояли: Дмитрий Солопов, Егор Альтман.
Радиостанция Business FM была признана одним из наиболее успешных проектов на отечественном рынке медиа. Весной 2011 года РСПП назвал Business FM лучшим российским СМИ в области деловой журналистики.

## Лаборатории ANVI
НПО «Антивирал» было создано Евгением Купсиным в 1994 году. Крупнейшие бренды компании — «Антигриппин» и «Антигриппин Максимум».
В 2009 году Даниил Купсин сменил своего отца на посту председателя совета директоров «Лаборатории ANVI» (бывший «Антивирал») и заявляет о том, что планирует увеличить выручку компании с примерно 1 млрд руб. на конец 2009 года до 2,5 млрд руб. Выручку удалось удвоить и достичь почти 12 % доли рынка.
В 2011 году AnviLab Group была продана Protek Group.

## Max Telecom
После приобретения Купсиным 100 % акций компании в 2013 году, Max Telecom покупает лицензию на связь в стандарте LTE.
Даниил Купсин вложил 100 миллионов евро в развитие данного стандарта в Болгарии. Благодаря этому, уже в 2014 году компания, первой в Болгарии, приступила к эксплуатации сети в основных городах страны.

## Corona Resort & Casino
В 2019 году Даниил Купсин, в партнёрстве с корпорацией Vin Group, участвует в проекте Corona Resort & Casino с общими инвестициями более 2 млрд долларов. Их совместными силами было запущено крупнейшее казино Вьетнама и несколько четырёх- и пятизвездочных отелей, включая Radisson Blue и Phu Quoc.

## Признание
В 2007 году Даниил Купсин стал лауреатом премии «Медиаменеджер России» за создание и развитие профессионально управляемых медийных активов.
В 2008 году Купсин вошёл в рейтинг «Топ-1000 российских менеджеров» (раздел «Медиабизнес»), организованный ИД «Коммерсантъ» и Ассоциацией менеджеров России.
В 2012 году Даниил Купсин вместе с Егором Альтманом и Дмитрием Солоповым стал главным героем книги «Хулиганы в бизнесе: История успеха Business FM» (Автор Юрий Воскресенский). Книга, выпущенная издательством «Альпина Паблишер», стала первым отечественным бизнес-кейсом по созданию медиабизнеса в России — радиостанции Business FM. В 2013 году книга была номинирована на соискание книжной премии рунета — ежегодной награды в сфере литературного дела и книжного бизнеса в интернет.
В 2015 году Даниил Купсин стал лауреатом премии «Медиаменеджер России» в специальной номинации по стилю «Лицо компании / Личный бренд».

## Семья
Жена и 4 детей.